# Grąd (województwo zachodniopomorskie)
Grąd (niem. Grandhof) – osada w Polsce położona w województwie zachodniopomorskim, w powiecie gryfickim, w gminie Brojce. Miejscowość należy do sołectwa Strzykocin.
Według danych z 5 czerwca 2009 osada miała 58 mieszkańców.
Miejscowość leży przy drodze powiatowej Kiełpino – Starnin.
W 1910 r. wieś liczyła 64 mieszkańców. Przed 1945 r. miejscowość wchodziła w skład Niemiec jako część gminy (Gemeinde – odpowiednik polskiego sołectwa) Kiełpino w powiecie kołobrzesko-karlińskim. Od 1945 r. w granicach Polski. Początkowo miejscowość należała do gminy Rymań w powiecie kołobrzeskim (od 1950 r. w województwie koszalińskim), ostatecznie w 1958 r. przyłączono ją do gminy Brojce w powiecie gryfickim. W latach 1958–1998 wieś administracyjnie należała do województwa szczecińskiego. W PRL-u miejscowy majątek był użytkowany przez PGR.